# Móstoles Central
Móstoles Central – stacja metra w Madrycie, na linii 12. Znajduje się w Móstoles i zlokalizowana jest pomiędzy stacjami Universidad Rey Juan Carlos i Pradillo. Została otwarta 11 kwietnia 2003 roku.